# Jamkokora rzędowa

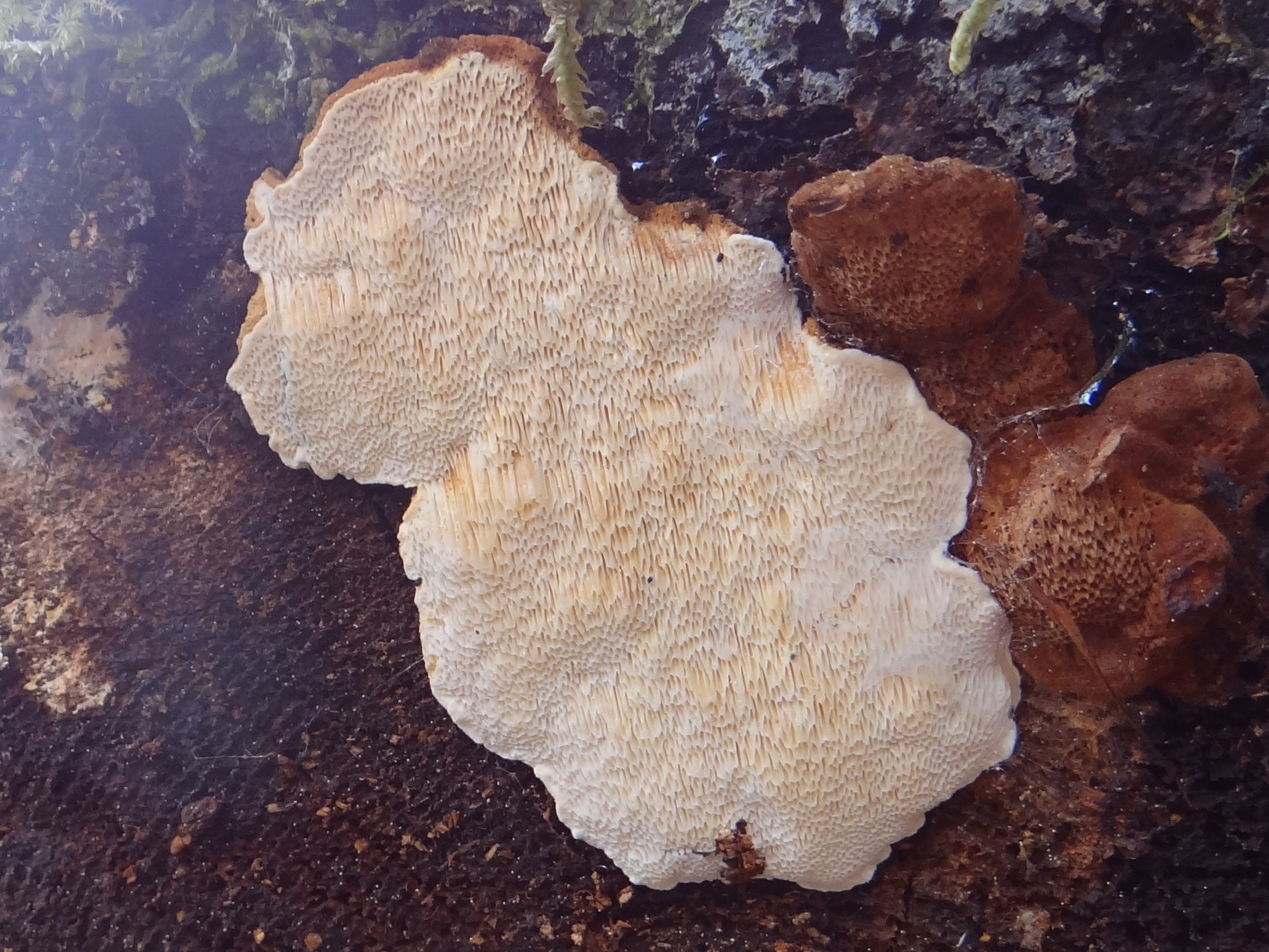
Hymenofor jamkówki rzędowej

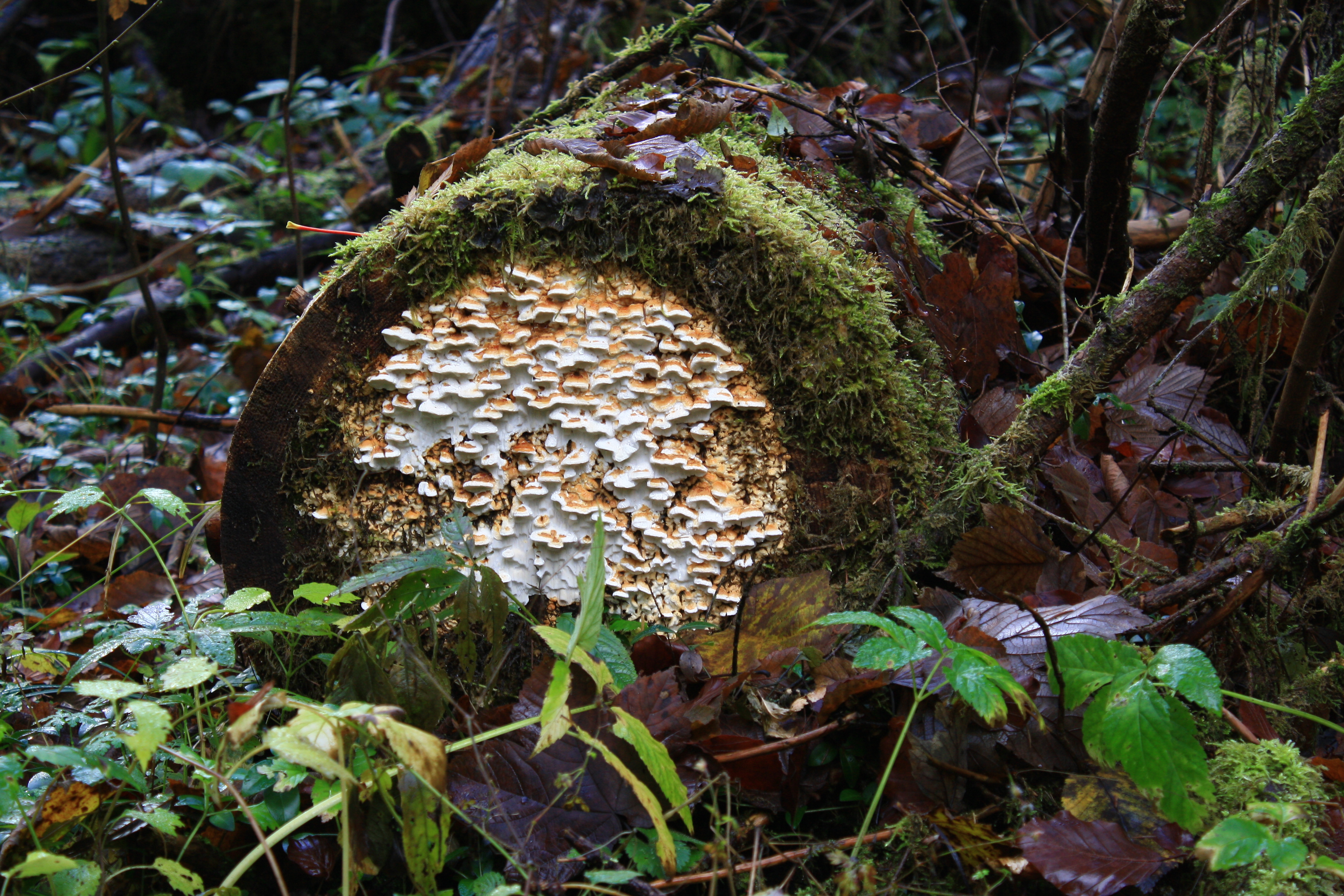

Jamkokora rzędowa, jamkówka rzędowa (Neoantrodia serialis  (Fr.) Audet) – gatunek grzybów z rodziny pniarkowatych (Fomitopsidaceae).

## Systematyka i nazewnictwo
Pozycja w klasyfikacji: Neoantrodia, Fomitopsidaceae, Polyporales, Incertae sedis, Agaricomycetes, Agaricomycotina, Basidiomycota, Fungi.
Po raz pierwszy takson ten zdiagnozował w 1821 r. Elias Fries nadając mu nazwę Polyporus serialis. Obecną, uznaną przez Index Fungorum nazwę nadał mu w 2017 r. Serge Audet przenosząc go do rodzaju Neoantrodia.
Ma 35 synonimów. Niektóre z nich:
- Antrodia serialis (Fr.) Donk 1966
- Coriolellus callosus (Fr.) M.P. Christ. 1960
- Coriolus serialis (Fr.) Komarova 1964

W polskim piśmiennictwie mykologicznym gatunek ten opisywany był pod nazwami zwyczajowymi huba rzędowa, huba skórkowata, podskórnica rzędowa, podskórnik rzędowy, podskórniczek rzędowy, porek skórzasty, wrośniak rzędowy, żagiew rzędowa, żagiew skórzasta. W 2003 r. Władysław Wojewoda zaproponował nazwę jamkówka rzędowa (wówczas gatunek ten zaliczany był do rodzaju Antrodia (jamkówka)). Po przeniesieniu do rodzaju Neoantrodia wszystkie te nazwy stały się niespójne z nową nazwą naukową. W 2021 r. Komisja ds. Polskiego Nazewnictwa Grzybów Polskiego Towarzystwa Mykologicznego zarekomendowała nazwę jamkokora rzędowa.

## Morfologia
Owocnik
Najczęściej skorupiasty i dość słabo przyrośnięty do podłoża. Czasami, zwłaszcza na pionowych pniach tworzy coś na kształt kapeluszy – liczne, nieco odgięte fałdki, które na zewnętrznej stronie mają żółtawo-brązowy kolor. Kształt bardzo zmienny; nieregularny, guzkowaty lub kosolowaty, często dachówkowaty. Powierzchnia w kolorze od białawego do żółtobrązowego. Brzeg biały i zazwyczaj faliście wygięty.
Rurki
Mają długość do 5 mm i są białawe. Pory o kształcie od okrągłego do kanciastego i średnicy 0,2–0,4 mm. Przeciętnie na długości 1 mm występują 3 pory.
Miąższ
Biały, elastyczny i korkowaty. Smak i zapach niewyraźny.
Zarodniki
Cylindryczne, z jednej strony spłaszczone i na jednym końcu nieco zaostrzone.
Gatunki podobne
Jeśli brzegi owocników nie są odgięte, rozróżnienie tego gatunku od innych, podobnych jest trudne.

## Występowanie i siedlisko
Jest szeroko rozprzestrzeniony w Ameryce Północnej, Europie i Azji, występuje także w Ameryce Południowej i Nowej Zelandii. W Polsce jest pospolity.
Głównie na drzewach iglastych. Owocniki rosną przez cały rok, głównie na martwych pniach i pniakach, również na drewnie budowlanym, na płotach. Występuje głównie na świerku pospolitym, rzadziej na jodle, modrzewiu, sosnach, bardzo rzadko na buku.

## Znaczenie
Grzyb niejadalny, saprotrof rozkładający drewno. W odróżnieniu od wrośniaków, które rozkładają głównie ligninę, jamkokora rozkłada tylko celulozę. Powoduje brunatną zgniliznę drewna i jest jednym z tzw. grzybów domowych, czyli gatunków występujących na drewnie budowlanym w obiektach mieszkalnych.